# Rudo e Cursi
Rudo y Cursi (pt / br: Rudo e Cursi) é um filme mexicano de 2008 do gênero comédia dramática que conta a história de dois irmãos pertencentes a uma família pobre da zona rural mexicana que disputam entre si o sonho de se tornarem jogadores profissionais de futebol. O filme foi dirigido e escrito por Carlos Cuarón e produzido pela Universal Studios, Focus Features, Cha Cha Cha Films (produtora criada por Alfonso Cuarón, Alejandro González Iñárritu e Guillermo del Toro) e Canana Films (produtora criada por Gael García Bernal e Diego Luna - os protagonistas do filme).
O filme participou de importantes festivais do cinema independente, como o Festival de TriBeCa e o Festival Sundance de Cinema. Também recebeu algumas indicações ao 51º prêmio Ariel, organizado pela Academia Mexicana de Cinema.
A produção foi rodada em Cihuatlán (Jalisco), no estado de Colima e na cidade Cidade do México. Estreou no México no dia 19 de dezembro de 2008, chegando ao Brasil e Portugal nos dias 3 e 11 de junho de 2009, respectivamente.

## Enredo
Em uma fictícia aldeia agrícola de Tlachtlán, no vale de Cihuatlán (Jalisco), os jovens do lugar sonham em escapar do trabalho duro nas plantações de banana. Dois deles, um par de meio irmãos, jogam futebol no time local. Tato (Gael García Bernal) é um exímio atacante e Beto (Diego Luna) é um goleiro temperamental. Durante uma partida eles chamaram a atenção de um caça-talentos (Guillermo Francella) que oferece a um deles a oportunidade de ir para a capital com ele e testá-lo em uma das grandes equipes do país. Como a lista do olheiro já está completa ele explica que só poderá levar um dos irmãos e o impasse é decidido em uma cobrança de pênaltis. Tato faz um gol em seu irmão e, portanto, ganha o direito de ir à capital.
Depois de um período de adaptação à nova vida Tato finalmente se destaca no time de futebol e ganha o apelido de 'Cursi' ("cafona, brega"). Beto segue os passos do irmão e logo se une a uma equipe rival, onde recebe o apelido de 'Rudo' ("rude, grosseiro"). Tato se transforma em uma herói nacional e começa a sair com Maya Vega (Jessica Mass), uma famosa modelo, enquanto seu irmão luta com a nova vida na cidade e sente a falta da sua família.
Desencadeia-se uma série de problemas para os irmãos esportistas. Tato perde sua namorada e junto com ela se vai também a habilidade de fazer gols, enquanto Beto caiu no mundo das drogas e do jogo de apostas. O regresso deles à cidade natal ocorre para celebrar o matrimônio da irmã, que se casa com o senhor do narcotráfico local, Don Casimiro, cujo alcance de influência chega a afetar toda a família. Ao final, tudo depende unicamente de uma partida de futebol em que os dois irmãos se enfrentam cara a cara.
O time de 'Cursi' está ameaçado de cair para a segunda divisão se não pontuar na partida; 'Rudo' deve fazer o possível para vencer o confronto para poder pagar suas dívidas de jogo, do contrário ele será morto. No último minuto Beto defende um pênalti de Tato e a partida termina sem gols. Tato deixa o futebol e volta para casa; Beto é atingido por um tiro e perde uma perna, pondo fim a sua carreira no esporte. Ambos terminam de volta a Tlachtlán vivendo com sua família e parecem concordar que a vida simples que levavam era o melhor para todos.

## Elenco
- Gael García Bernal ... Tato
- Diego Luna ... Beto
- Guillermo Francella ... Batuta
- Jessica Mass ... Maya
- Dolores Heredia ... Dona Elvira
- Adriana Paz ... Toña
- Salvador Zerboni ... Jorge W
- Joaquín Cosío ... Arnulfo
- Alfredo Alfonso ... Don Casimiro
- Fermín Martínez ... DT. Obdulio
- Eduardo Von ... DT. Bruno Lopéz
- Jorge Zárate ... voz de Bruno López
- Axel Ricco ... Mena
- Alexandre Barcelo ... Fito
- Harold Torres ... Trompo Tovar
- Gabino Rodríguez ... Mafafo
- Alexander Da Silva ... Gringa Roldan
- Armando Hernández ... Cienpiés
- Jorge Mondragón ... Porro
- Enoc Leaño ... Árbitro

## Produção
A ideia deste filme surgiu quando Carlos Cuarón divulgava o filme Y tu mamá también. Inicialmente ele havia planejado apenas uma personagem central para a história, entretanto mais tarde ele decidiu incluir um irmão.
A fotografia do filme começou a ser trabalhada no verão de 2007, em Cihuatlán, México. A plantação de bananas, onde os irmãos trabalham no filme, é na verdade uma propriedade da família de Cuarón. Para seu papel Bernal colocou algumas mechas loiras para estender o cumprimento de seu cabelo, enquanto que Luna pintou seu cabelo de preto e deixou crescer o bigode para dar vida ao irmão mais velho. O restante das filmagens foram realizadas no estado de Colima e também nas cidades de Toluca e Cidade do México.
O personagem de Don Casemiro foi livremente baseado no narcotraficante Miguel Caro Quintero.

### Música
O diretor Carlos Cuáron explica que a música é umas das temáticas do filme, que está muito relacionada com o papel de Gael Garcial Bernal. De fato, Bernal teve que aprender a tocar acordeão e aparece durante o filme cantando cumbias e música norteña, gêneros muito populares no México. A música "Quiero que me Quieras", cantada pelo personagem de Bernal no filme, se tornou em um fenômeno no país, sendo executada em muitas rádios mexicanas.
Por diversas vezes Bernal foi convidado a cantar alguns versos da canção nos eventos e festivais por onde passava divulgando o filme. A música foi incluída na trilha sonora original do filme, Rudo y Cursi Soundtrack, assim como sua versão original "I Want You To Want Me", canção de Cheap Trick, interpretada na trilha sonora por Los Odio e Juan Son.

## Bilheteria
Rudo y Cursi alcançou bons números de bilheteria no México e Estados Unidos, o filme arrecadou 4,9 milhões de pesos mexicanos com um total de 109 mil espectadores no primeiro dia de exibição no México, feito que supera outros importantes lançamentos do cinema mexicano, como Y tu mamá también (2001) que alcançou 91.770 espectadores, e Amores perros (2000) que registrou 75.987 espectadores. O filme se tornou a sexta produção de maior bilheteria no México.
Em suas duas primeiras semanas nos EUA, o filme arrecadou 738.706 dólares em 219 salas de cinema. Eventualmente, arrecadou $9.264.208 nos lucros no exterior, acumulando um total mundial de $11.169.232.